# Kerry Hudson

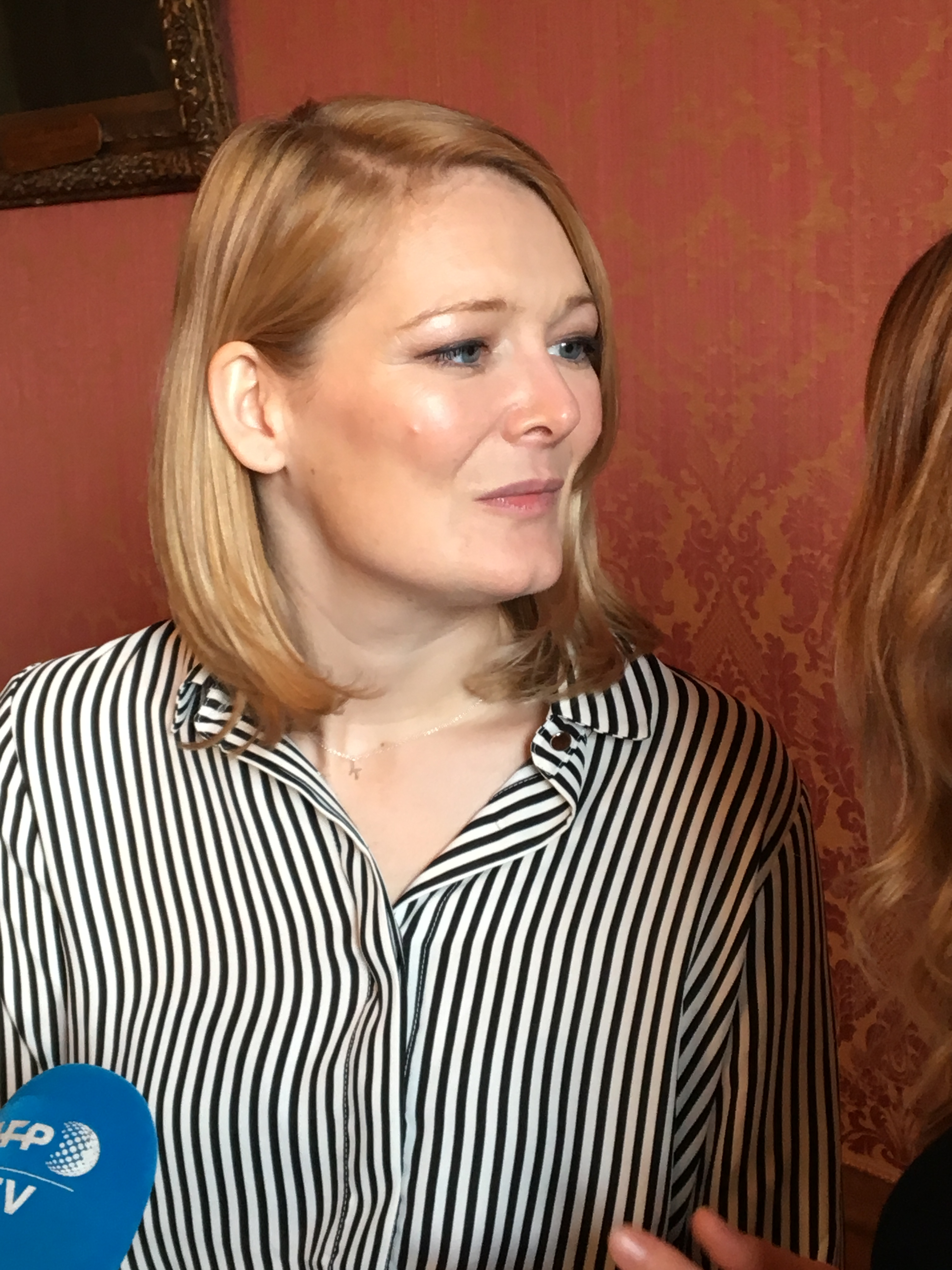
Kerry Hudson (2015)

Kerry Hudson (* 1980 in Aberdeen) ist eine britische Autorin.

## Leben
Kerry Hudson wuchs in der Unterschicht Aberdeens auf. Diese Lebensverhältnisse schilderte sie in ihrem 2012 veröffentlichten Entwicklungsroman mit dem sehr langen, „untweetablen“, Titel, der auf die Shortlist des Guardian First Book Awards kam und den „Scottish First Book award“ gewann. In Frankreich erhielt sie 2015 für den ins Französische übersetzten zweiten Roman den Prix Femina étranger. Hudson wohnte in London und schreibt seit 2014 in Berlin.

## Werke
- Tony Hogan bought me an ice-cream float before he stole my Ma. Roman. New York : Penguin Books, 2014.
- Thirst. London : Chatto & Windus, 2014
  - La Couleur de l’eau. Übersetzung ins Französische Florence Lévy-Paoloni. Paris : Éditions Philippe Rey, 2015